# Kibramoa
Kibramoa là một chi nhện trong họ Plectreuridae.

## Các loài
- Kibramoa guapa Gertsch, 1958 - USA, Mexico
- Kibramoa hermani Chamberlin & Ivie, 1935 - USA
- Kibramoa isolata Gertsch, 1958 - Mexico
- Kibramoa madrona Gertsch, 1958 - USA
- Kibramoa paiuta Gertsch, 1958 - USA
- Kibramoa suprenans (Chamberlin, 1919) - USA
  - Kibramoa suprenans pima Gertsch, 1958 - USA
- Kibramoa yuma Gertsch, 1958 - USA